# Leszek Zduń

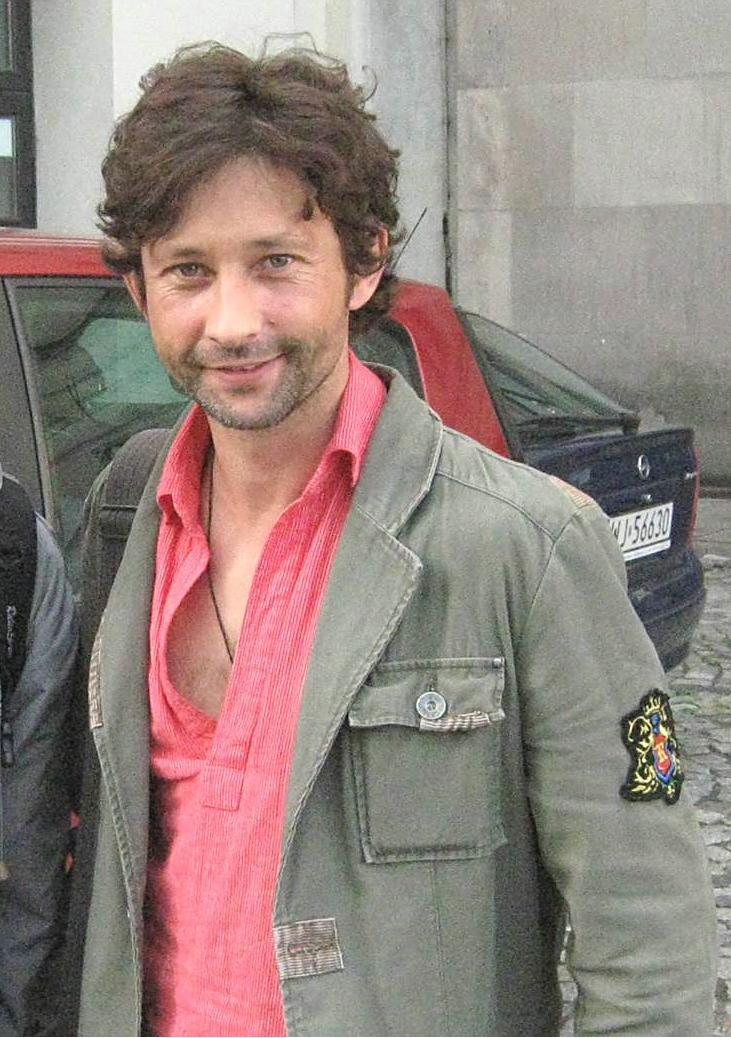
Leszek Zduń (2009)

Leszek Zduń (ur. 1972 w Myślenicach) – polski aktor telewizyjny, filmowy, teatralny, głosowy i dubbingowy, reżyser dubbingu, lektor, pisarz.
W 1995 roku ukończył Państwową Wyższą Szkołę Teatralną im. Ludwika Solskiego w Krakowie. Jego żoną jest aktorka Joanna Kwiatkowska-Zduń. Mają troje dzieci.

## Filmografia
- 1994: Zawrócony – górnik
- 1994: Śmierć jak kromka chleba – obsada aktorska
- 1994: Spis cudzołożnic – student wpatrujący się w Marię Magdalenę Zgółkę
- 1995: Urodziny (spektakl telewizyjny) – Marcel
- 1995: Markiz von Keith – Herman Casimir
- 1995: Biały łabędź (spektakl telewizyjny) – młody książę
- 1996: Nieposłuszna mama (spektakl telewizyjny) – obsada aktorska
- 1996: Mąż stanu (spektakl telewizyjny) – Michał Claverton-Ferry
- 1996: Dzień wielkiej ryby – Emil, kolega Jana
- 1996: Bar Atlantic – Józek (odc. 1, 6, 9)
- 1997: Sława i chwała – Władzio Sobański (odc. 3)
- 1997: Skarb ze snu (spektakl telewizyjny) – Jakub
- 1998: Z pianką czy bez – Sylwek Andrzejewski, syn Stefana (odc. 4, 7, 9)
- 1998: Siedlisko – Józek, syn pani Heleny
- 1999: Operacja „Koza” – mężczyzna
- 1999: Niedobra miłość (spektakl telewizyjny) – Julek
- 2000: Święta polskie – Jędruś Groniec
- 2001: Miodowe lata – malarz (odc. 90)
- 2001: Kocham Klarę – asystent reżysera (odc. 6)
- 2001: Garderoba damska – stylista (odc. 10)
- 2002: Kasia i Tomek – góral w urzędzie (głos) (odc. 26, seria I)
- 2003: Zaginiona – fotograf współpracujący z Rewią Gwiazd (odc. 1-3, 5)
- 2003: Święta polskie – Jędruś Groniec
- 2004–2009: Rodzina zastępcza plus – Kuba Potulicki, mąż Majki
- 2004: Nigdy w życiu! – góral
- 2004–2005: Na dobre i na złe – Konrad, internetowy przyjaciel Julki (odc. 196, 199, 211-212, 222)
- 2006–2010: Złotopolscy – wikary Franciszek Wysocki
- 2006: Oficerowie – samobójca Artur Żmijewski (odc. 1)
- 2006: Cud mniemany, czyli Krakowiacy i Górale (spektakl telewizyjny) – Mergal
- 2007: Kryminalni – doktor Mariusz Szajny, pracownik Wizametu (odc. 73)
- 2007: Kongola – Waldek
- 2007: Faceci do wzięcia – facet (odc. 48)
- 2009: Opowiadania dla dzieci (spektakl telewizyjny) – obsada aktorska
- 2009: Naznaczony – lekarz (odc. 6)
- 2010: Ojciec Mateusz – Radek Górski (odc. 51)
- 2010: Daleko od noszy – Momot, reżyser z telewizji Syrenka (odc. 192)
- 2011: Wojna żeńsko-męska – Michał, chłopak Julki
- 2011: Unia serc – informatyk (odc. 11)
- 2012–2014: Na krawędzi – technik policyjny
- 2013: Ojciec Mateusz – Marcin Bukowski, ojciec Sandry (odc. 124)
- 2013: Lekarze – neurolog (odc. 31)
- 2014: Obywatel – kolega z zakładów mleczarskich
- 2014: Komisarz Alex – Olaf Kaczmarek, mąż Elżbiety (odc. 60)
- 2014: Bogowie – znajomy lekarz
- 2015: Ojciec Mateusz – nauczyciel historii Mirek Fronczak (odc. 177)
- 2015: O mnie się nie martw – Andrzej (odc. 29)
- 2015: Anatomia zła – dziennikarz
- 2017: Tato – obsada aktorska
- 2017: Pierwsza miłość – reżyser filmu Druga miłość, gdzie grał Lew Gromski
- 2017: Na Wspólnej – Andrzej Janiec
- 2017: Komisarz Alex –
  - Patryk, partner Mai (odc. 116),
  - Jakub Jusiński (odc. 122)
- 2017: Druga szansa – policjant (odc. 9, sezon III)
- 2017: Brat naszego Boga – Lucjan
- 2018: W rytmie serca – Kamil Mirecki, mąż Jadwigi (odc. 19)

## Polski dubbing

### Filmy
- 1978: Władca Pierścieni – Pippin
- 1981: Lis i Pies – Lis Tod
- 1994: Władca ksiąg
- 1997: Rozgadana farma
- 1998: Dzielny pies Rusty – Rusty
- 1998: Świąteczny bunt
- 2000: Spotkanie z Jezusem (wersja telewizyjna)
- 2000: Kruche jak lód: Walka o złoto
- 2000: 102 dalmatyńczyki – Ewan
- 2001: Potwory i spółka
- 2001: Spirited Away: W krainie bogów – Haku
- 2002: Mali agenci 2: Wyspa marzeń – Gary
- 2003: Old School: Niezaliczona
- 2003: Mali agenci 3D: Trójwymiarowy odjazd
- 2004: RRRrrrr!!! – Adam
- 2004: Gwiezdne jaja: Część I – Zemsta świrów
- 2004: Opowieść z życia lwów
- 2005: Magiczna karuzela – Ciuch
- 2005: Karol. Człowiek, który został papieżem
- 2005: Scooby Doo na tropie Mumii
- 2005: Mały wojownik – Żołnierzyk
- 2005: King Kong: Władca Atlantydy – Jason
- 2007: Na fali – Kelly
- 2007: Harry Potter i Zakon Feniksa – młody James Potter
- 2007: Barbie i magia tęczy – Lipiec
- 2008: Małpy w kosmosie – Kosmici i spółka
- 2008: Kung Fu Panda
- 2008: Wyprawa na Księżyc 3D – Komandor Aldrin
- 2008: Billy i Mandy: Zemsta Boogeymana – Billy
- 2008: Podpięść: Wariackie Halloween – Billy
- 2008: Scooby Doo i król goblinów – Jack Dyńka
- 2008: Pokémon: Giratina i Strażnik Nieba – Zero
- 2008: Viva High School Musical Meksyk: Pojedynek – Jorge
- 2009: Tatastrofa – Merv Kilbo
- 2009: Czarodzieje z Waverly Place: Film – Javier
- 2009: Podniebny pościg – Darryl Butler
- 2010: Garfield ucieka z komiksu – Randy
- 2010: Kudłaty zaprzęg
- 2010: Megamocny
- 2010: Safari 3D
- 2010: Zakochany wilczek
- 2011: Lemoniada Gada – Mel
- 2011: Krowy na wypasie – Ig
- 2011: Dzielna mała ciuchcia
- 2011: Aniołki i spółka: Zielona szkoła – Andrzej
- 2011: Tom i Jerry: Czarnoksiężnik z krainy Oz
- 2011: Scooby Doo: Epoka Pantozaura
- 2011: Kung Fu Panda 2
- 2011: Smerfy
- 2011: Przygody Tintina – Pedro
- 2011: Artur ratuje gwiazdkę
- 2011: Powodzenia, Charlie: Szerokiej drogi
- 2011: Rio (zwiastun) – Blu
- 2012: Podróż na Tajemniczą Wyspę – policjant
- 2012: Scooby Doo: Pogromcy wampirów – Chester
- 2012: Scooby Doo: Wielka draka wilkołaka – Oliverio
- 2012: Hobbit: Niezwykła podróż – Lindir
- 2012: Życie Pi – żeglujący buddysta
- 2013: Gang Olsena wraca do gry
- 2013: Thor ratuje przyjaciół – Thor
- 2013: Percy Jackson: Morze potworów – czerwony wąż na kaduceuszu
- 2013: Turbo
- 2013: Największy z cudów
- 2013: Scooby Doo: Upiór w operze – Brick Pimiento
- 2014: Rodzinka nie z tej Ziemi
- 2014: X-Men: Przeszłość, która nadejdzie – Warpath
- 2014: Transformers: Wiek zagłady
- 2014: Exodus: Bogowie i królowie – Abiram
- 2014: Pingwiny z Madagaskaru

### Seriale
- 1970–1972: Josie i Kociaki – Alexander Cabot III
- 1981: Smerfy – smerf Śpioch (nowa wersja dubbingowa sezonu 1 i 2)
- 1983: Kaczor Donald przedstawia
- 1984–1985: Tęczowa kraina – Czerwonek
- 1987–1990: Kacze opowieści (nowa wersja dubbingu) – młody Sknerus (odc. 38)
- 1988–1994: Garfield i przyjaciele – Bo
- 1992: Tęczowe rybki
- 1992: Shin-chan
- 1992–1997: X-Men –
  - Quicksilver,
  - Morf,
  - Tyler Dayspring – syn Cable’a,
  - Cody,
  - Sean Cassidy/Banshee,
  - Sam Guthrie/Cannonball
- 1994–1998: Spider-Man –
  - Flash Thompson,
  - Shocker
- 1998–2004: Atomówki
- 2000–2003: X-Men: Ewolucja – Evan Daniels/Spyke
- 2001–2003: Zło w potrawce – Grozoboty
- 2001–2004: Samuraj Jack – Demongo (odc. 23)
- 2001–2004: Medabots – Spyke
- 2001–2007: Mroczne przygody Billy’ego i Mandy – Billy
- 2002–2008: Kryptonim: Klan na drzewie –
  - Interesujący Bliźniak z Dalekiego Pogórza,
  - Stefek (K.L.A.P.S.E.N.S.T.E.I.N.),
  - Numer 20–20,
  - Numer 93 (seria druga),
  - Numer 30C (A.R.K.T.Y.K.A.),
  - Lenny,
  - As przestworzy (H.O.T.-D.O.G.),
  - Wątróbka,
  - Numer 92,
  - Numer 142,
  - dzieciak (seria druga),
  - Numer XIX wiek,
  - Sylwek,
  - Numer 71.56
- 2002: Krówka Mu Mu
- 2002: Mistrzowie kaijudo
- 2002–2004: Pan Andersen opowiada
- 2002–2007: Naruto –
  - Rock Lee,
  - Neji Hyūga
- 2002–2005: Co nowego u Scooby’ego?
- 2003–2005: Młodzi Tytani – Bestia
- 2003: Power Rangers Ninja Storm –
  - Cam/Zielony Ranger Samuraj,
  - Cyber Cam
- 2003: Małgosia i buciki
- 2003: Radiostacja Roscoe
- 2003: Xiaolin – pojedynek mistrzów – Chase Young
- 2004: Tom
- 2004–2006: Liga Sprawiedliwych bez granic
- 2004: Power Rangers Dino Grzmot – Trent/Biały Ranger
- 2004: Wymiar Delta – Philip
- 2004: Wybraniec smoka – Artha Penn
- 2005: Transformerzy: Cybertron – Quickmix
- 2005: A.T.O.M. Alpha Teens On Machines –
  - Garrett,
  - dłużnik Vinniego (odc. 13),
  - Ikarus (odc. 19),
  - Tilian (odc. 26, 38-39),
  - reżyser reklamy (odc. 27),
  - kierowca (odc. 31),
  - Carlos (odc. 31),
  - Duke (odc. 32),
  - strażnik w więzieniu (odc. 35),
  - jeden z więźniów (odc. 35),
  - Pipeline (odc. 39),
  - jeden z braci Lioness (odc. 40),
  - motocyklista (odc. 47)
- 2005: B-Daman – Cain (oprócz odc. 19)
- 2005: Ufolągi – Tommy Cadle
- 2005: Robotboy – Zły
- 2005: Podwójne życie Jagody Lee – Ki Yee
- 2005: Spadkobiercy Tytanów – Jon
- 2005: Awatar: Legenda Aanga – Książę Zuko
- 2005–2008: Ben 10 –
  - dorosły Ben (odc. 28),
  - elf Eryk (odc. 30),
  - Benwilk (odc. 31),
  - Devlin (odc. 46)
- 2006: Ōban Star Racers – Jordan
- 2006: Hannah Montana – reżyser (odc. 15)
- 2006: Monster Warriors
- 2006: Galactik Football – Micro-Ice
- 2006: Nowa szkoła króla
- 2006–2008: Team Galaxy – kosmiczne przygody galaktycznej drużyny – Josh
- 2006: Wiewiórek – Kaj Finkster
- 2006: Kudłaty i Scooby Doo na tropie – Haker 1 – Mark
- 2006: H2O – wystarczy kropla –
  - Mitch – trener delfinów (odc. 16, 19),
  - Carl (odc. 23)
- 2006: Power Rangers: Mistyczna moc – Nick / Czerwony Mistyczny Ranger
- 2007: George prosto z drzewa – Moldrik (odc. 25-26)
- 2007–2012: ICarly –
  - oszust (odc. 102),
  - Mash (odc. 103)
- 2007: Bakugan: Młodzi wojownicy – Takashi (odc. 9)
- 2007: Mroczne przygody Klanu na drzewie – Billy
- 2008: Magi-Nation – Strag
- 2008: Tajemniczy Sobotowie – Doyle Blackwell
- 2008: Niezwykłe przypadki Flapjacka –
  - Flapjack,
  - Piątaszek
- 2008: Niezwykła piątka na tropie – Gawin
- 2009: Superszpiedzy – Lee
- 2009: Marta mówi – Reginald
- 2009: Aaron Stone – Charlie Landers
- 2009: Huntik: Łowcy tajemnic – Lok Lambert
- 2009: Geronimo Stilton –
  - Mistrz Ricardo (odc. 6),
  - Parmezan (odc. 21),
  - Jack Fromage (odc. 23)
- 2009: Super Hero Squad – Falcon
- 2009: Aniołki i spółka – Siarkus
- 2009: Plan Totalnej Porażki – Josh
- 2009: Gormiti –
  - Aaron Apple (odc. 16),
  - podły nikczemnik (odc. 16),
  - powietrzny wir (odc. 18),
  - nauczyciel aktorstwa (odc. 23),
  - Luminos (odc. 26-52, 57)
- 2010: Dalej, Diego!
- 2010: Angelo rządzi
- 2010: Pora na przygodę!
- 2010: Tomek i przyjaciele –
  - Karol,
  - Szast
- 2010: Zeke i Luther –
  - Monty (odc. 22),
  - Doyce Plunk (odc. 24),
  - Eddie Coletti (odc. 49, 56, 62-63, 69-70)
- 2010–2012: Scooby Doo i Brygada Detektywów – lektor
- 2011: Kochaj Ziemię – Niedźwiadek
- 2011: Tara Duncan – Cal
- 2011: Dolina Koni – Chili/Aztec
- 2011: Pingwiny z Madagaskaru –
  - Savio,
  - prezenter radiowy (odc. 34a),
  - flaming (odc. 34a)
- 2011: Beyblade: Metal Masters –
  - Demure (odc. 18-22),
  - Aniel (odc. 19),
  - Ryuga (odc. 24-29, 33, 36-38, 42-43, 50-51),
  - Blader DJ z USA (odc. 34, 38-44)
- 2011: G.I. Joe: Renegaci –
  - Alvin Kibbey (odc. 5),
  - młody Snake Eyes (odc. 6-7),
  - Gabriel Kelly (odc. 10),
  - Dr Kurt Schnurr (odc. 19),
  - Ray (odc. 21)
- 2011: My Little Pony: Przyjaźń to magia –
  - Doctor Whooves (odc. 12),
  - Hoity Toity (odc. 14),
  - Pan Cake (odc. 22)
- 2011: Big Time Rush –
  - wiatrak#3 (odc. 7),
  - kurier „Tygrysów Popu” (odc. 8),
  - aktor udający chłopaka Jo (odc. 9)
- 2011: Looney Tunes: Maluchy w pieluchach
- 2011: Lego: Fabryka bohaterów
- 2011: Przyjaciele z Kieszonkowa
- 2011: Moja niania jest wampirem – trener
- 2011: Planeta Sheena – narrator
- 2011: Leci królik – Wally
- 2011: Eliot Kid – dyrektor Leon
- 2011: Tytan Symbionik – Lance
- 2011: Zielony patrol – tata
- 2011: Lękosław Wiewiórka – Patryk
- 2011: W jak wypas
- 2011: "Fineasz i Ferb"
- 2012: Mały miś Kuba – narrator
- 2012: Koszykarze –
  - Om (odc. 29-30),
  - Rudolf (odc. 37, 42, 46),
  - Wayatt (odc. 43),
  - Big Mo (odc. 50),
  - Murzyn (odc. 52)
- 2012: Tempo Express –
  - Ramon (odc. 15),
  - Bartolemeo (odc. 15),
  - Juliusz Cezar (odc. 17),
  - Philbert (odc. 19),
  - Wei-chan (odc. 21)
- 2012: Inazuma 11 –
  - trener Frank Wintersea (odc. 1-6, 8, 10, 22),
  - Jonas Demetrius (odc. 25-26)
- 2012: Futurama
- 2012: Mia i ja
- 2012: Pok i Mok – Pok
- 2012: Sherlock Jak – lektor
- 2012: Legenda Korry – Mako
- 2012: Beyblade V-Force
- 2012: Ben 10: Omniverse –
  - Billy Milion (odc. 16),
  - jeden z Galwanian (odc. 22)
- 2012: Nadjeżdża Pan Robótka –
  - głos zachęcający do wejścia na stronę internetową,
  - Ostry Kaktus (odc. 7)
- 2012: Wodnikowe Wzgórze –
  - Elra (odc. 9, 15),
  - Koloki (odc. 17),
  - Pięciornik (odc. 33-39)
- 2012: ThunderCats – Zig (odc. 11)
- 2012: Wojownicze Żółwie Ninja – Masakrator
- 2012: Inwazja Plankton
- 2012: Spike Team
- 2012: Pound Puppies: Psia paczka –
  - KJ Stankmeyer (odc. 1),
  - Freddie (odc. 2),
  - Ace (odc. 6, 22, 24),
  - Bucek (odc. 9)
- 2013: Klub bystrzaków –
  - głos w radio (odc. 6),
  - Max (odc. 8),
  - robot (odc. 15),
  - Luke (odc. 16, 29),
  - DJ (odc. 20)
- 2013: Straszny Larry – Blok (odc. 48)
- 2013: Pupilek
- 2013: Marzenie Brenta
- 2013: Pszczółka Maja – Paweł
- 2013: Grajband –
  - Nerd Coffin (odc. 2b),
  - lodziarz (odc. 7a),
  - kask (odc. 8b),
  - ciemnoniebieski kosmita (odc. 9a),
  - dzidziuś (odc. 16a)
- 2013: Hulk i agenci M.I.A.Z.G.I. –
  - astronauta#2 (odc. 16),
  - Fandral (odc. 19),
  - komputer Deathloka (odc. 22),
  - Maximus (odc. 23),
  - Sauron (odc. 25)
- 2014: Andy i zwierzęta świata – Andy
- 2014: Tajemnicze Złote Miasta
- 2014: S.A.W. Szkolna Agencja Wywiadowcza –
  - Darran (odc. 2),
  - ochroniarz B (odc. 4),
  - szef (odc. 5),
  - listonosz (odc. 10),
  - fotograf (odc. 11),
  - Allen (odc. 12),
  - napis (odc. 13, 17-22),
  - Jerome (odc. 13),
  - gangster#2 (odc. 37),
  - prezenter z lat 50. (odc. 51),
  - Dan Reynolds (odc. 62)
- 2014: Steven Universe –
  - listonosz (odc. 2),
  - As (odc. 19)
- 2014: Akademia tańca –
  - Derek (odc. 9-10),
  - Chuck (odc. 27-29)
- 2014: 7K –
  - Śpioszek,
  - Tata Miś (odc. 7b)
- 2017–2019: Prawo Milo Murphy’ego
  - Martin Murphy, tata Milo
  - Nauczyciel (odc. 17a)
  - Dziadek Milo (odc. 32b)
  - Burmistrz (odc. 37b)
- 2024: Angelo rządzi – Ojciec Angela

### Gry komputerowe
- 2002: Szymek czarodziej –
  - strażnik,
  - chłopiec
- 2004: Świątynia pierwotnego zła – Raimol
- 2006: Gothic 3 – Wenzel
- 2007: Assassin’s Creed – informatorzy, pomniejsze postacie
- 2007: Wiedźmin –
  - Adam,
  - Herold,
  - Wojownik Scoia’tel,
  - młody wieśniak
- 2009: Colin McRae: Dirt 2 – Tanner Foust
- 2009: Dragon Age: Początek
- 2010: Mass Effect 2 – Horftin
- 2010: God of War: Duch Sparty – młody Kratos
- 2010: StarCraft II: Wings of Liberty –
  - Kachinsky,
  - ERK
- 2011: League of Legends –
  - Vladimir,
  - Ezreal,
  - Master Yi,
  - Xin Zhao
- 2011: Harry Potter i Insygnia Śmierci: Część II – James Potter
- 2011: Test Drive Unlimited 2 – Stuart Wintory
- 2011: Motorstorm Apokalipsa
- 2011: Wiedźmin 2: Zabójcy królów –
  - elf,
  - strażnik,
  - Nazar
- 2012: Józefinka: Londyńska zagadka – Bobby
- 2012: Risen 2: Mroczne wody
- 2012: XCOM: Enemy Unknown
- 2012: Diablo III
- 2014: Hearthstone: Heroes of Warcraft – Anduin Wrynn
- 2014: Diablo III: Reaper of Souls

### Reżyseria dubbingu
- 2011: Raa Raa – mały, hałaśliwy lew
- 2011: Rastamysz
- 2012: Mia i ja
- 2012: Pok i Mok
- 2012: Potwory i ja
- 2012: Nadjeżdża Pan Robótka
- 2012: Spike Team
- 2013: Klub bystrzaków
- 2013: Czarodzieje kontra Obcy
- 2013: Marzenie Brenta
- 2013: Turbo
- 2014: S.A.W. Szkolna Agencja Wywiadowcza
- 2014: Exodus: Bogowie i królowie
- 2015: Dom
- 2015: Sailor Moon R – Czarodziejka z Księżyca: Film kinowy
- 2015: Przemieńcie się, Czarodziejki!
- 2015: Jamie Mamacki
- 2015: Fistaszki – wersja kinowa
- 2016: Paka z Pniaka
- 2016: Batman v Superman: Świt sprawiedliwości
- 2016: Dzień Niepodległości: Odrodzenie
- 2016: Osobliwy dom pani Peregrine